# Vasile Panteliuc
Vasile Panteliuc (n. 4 ianuarie 1936) este un fost deputat român în legislatura 1996-2000, ales în județul Suceava pe listele partidului PDSR. Vasile Panteliuc a fost membru în grupurile parlamentare de prietenie cu Federația Rusă și Ucraina. 

## Legături externe
- Vasile Panteliuc Arhivat în 8 decembrie 2023, la Wayback Machine. la cdep.ro